# Rhamphomyia lamelliseta
Rhamphomyia lamelliseta är en tvåvingeart som beskrevs av Ringdahl 1928. Rhamphomyia lamelliseta ingår i släktet Rhamphomyia och familjen dansflugor. Arten är reproducerande i Sverige. Inga underarter finns listade i Catalogue of Life.